# Glosar de teoria grafurilor
Acest articol prezintă un index al conceptelor din teoria grafurilor.

## A
- adiacență
- arbore - graf neorientat, conex și fără cicluri.

## B
- biconex - graf 2-conex, v. graf k-conex.
- bipartit - graf ale cărui noduri pot fi împărțite în două mulțimi disjuncte.

## C
- chimic - graf care reprezintă formula structurală a unui compus chimic.
- ciclu - drum în care de la un nod se ajunge la el însuși.
- clică - submulțime de noduri ale unui graf neorientat cu proprietatea că subgraful indus de ele este complet.
- coardă -
- complet - graf neorientat în care fiecare pereche de noduri este conectată printr-o muchie unică.
- componentă (conexă) - subgraf indus în care oricare două noduri sunt legate între ele prin drumuri, și care nu este legată la niciun nod suplimentar din restul grafului.
- conexitate - numărul minim de noduri sau muchii care trebuie eliminate pentru a separa nodurile rămase în două sau mai multe subgrafuri izolate.

## D
- diametru
- drum - șir finit sau infinit de muchii care unesc o succesiune de noduri care sunt distincte.

## E
- excentricitate

## G
- Gabriel - graf în care muchiile leagă noduri adiacente.
- graf - ansamblu a două mulțimi disjuncte, între care s-a stabilit o corespondență și reprezentat ca un grup de puncte pentru noduri, iar acestea sunt unite două câte două de linii sau curbe pentru muchii.

## K
- k-conex - graf cu mai mult de k noduri și care rămâne conex ori de câte ori sunt eliminate mai puțin de k noduri.

## M
- muchie - segment de dreaptă sau arc care unește două noduri.
- multigraf - graf la care sunt admise muchii multiple și bucle.

## N
- nod - element punctual dintr-un graf, legat sau nu de alte noduri prin muchii.

## O
- orientare - ordinea de parcurgere a nodurilor unei muchii.
- orientat - graf ale cărui muchii au asociat un sens.

## P
- pădure
- planar - graf care poate fi încorporat într-un plan, astfel încât muchiile sale să se intersecteze doar în noduri.

- planar cu muchii drepte - graf planar la care muchiile sale sunt segmente de dreaptă.

- poliedric - graf 3-conex, v. graf k-conex.
- pseudograf - v. multigraf

## R
- rădăcină
- regulat - graf la care fiecare nod are același număr de vecini.

## S, Ș
- simplex - graf derivat din clicile altui graf.
- subgraf indus (al unui graf) - alt graf, format dintr-o submulțime a nodurilor grafului și din toate muchiile (din graful originar) care conectează perechile de noduri din acea submulțime.

## T, Ț
- teoria grafurilor - disciplină care studiază proprietățile topologice ale structurii grafurilor.
- triconex - graf 3-conex, v. graf k-conex.
- turneu - graf complet, orientat.